# Božislava
Božislava je žensko osebno ime.

## Izvor imena
Ime Božislava je ženska oblika imena Božislav 

## Različice imena
Boža, Božana ,Božeslava

## Pogostost imena
Po podatkih Statističnega urada Republike Slovenije je bilo na dan 31. decembra 2007 v Sloveniji število ženskih oseb z imenom Božislava: 61.

## Osebni praznik
Osebe z imenom Božislava godujejo takrat kot osebe z imenom Božidar in Teodor.